# Brits-Guiana
Brits-Guiana was de naam van een Britse kolonie op de noordkust van Zuid-Amerika. Deze werd in 1966 onafhankelijk als Guyana en vormt vanaf 1970 de Coöperatieve Republiek Guyana.

## Achtergrond
Het gebied werd vanaf eind 16e eeuw verkend door Nederlanders. Aan de rivieren Pomeroon, Essequibo en Berbice werden kleine handelsposten gevestigd. Hier vond voornamelijk ruilhandel plaats met de indianen en men begon op kleine schaal met plantagebouw. De zo ontstane koloniën Essequebo en Berbice lagen in het octrooigebied van de West-Indische Compagnie (WIC). De WIC gaf de stichter van de kolonie Berbice, Abraham van Peere, toestemming om deze kolonie te besturen. Essequebo werd rechtstreeks bestuurd door de WIC Kamer Zeeland.
Nadat de Noord-Amerikaanse kolonie Nieuw-Nederland na de Tweede Nederlands-Engelse Oorlog met de Engelsen werd geruild voor de naburige kolonie Suriname, ontstond er een uitgestrekte strook Nederlandse koloniën in de regio Guyana, genaamd Nederlands-Guiana.
Berbice en Essequebo bleven, vergeleken met Suriname, kleine plantage-koloniën. Geteisterd door kaapvaarders, slaventekorten en beperkende WIC-regels konden deze koloniën niet uit de schaduw van zusterkolonie Suriname stappen.
De rivier Demerary, vallende onder de kolonie Essequebo, werd in 1745 opengesteld voor exploitatie. In de tweede helft van de 18e eeuw kwamen de koloniën Essequebo, Demerary en Berbice tot bloei. Na de opheffing van de WIC in 1791 en de Sociëteit van Berbice in 1795 groeide de productie naar een recordhoogte.
Na de Bataafse omwenteling werd in 1796 Nederlands-Guiana door de Britten bezet. In 1802 werd tijdens de Vrede van Amiens bepaald dat de koloniën werden teruggeven aan Nederland. In 1803 werden de koloniën heroverd door het Verenigd Koninkrijk. De regeringsstructuur werd niet veranderd, maar de Raad van Politie, de wetgevende macht, werd verplaatst naar Stabroek (nu: Georgetown).

## Geschiedenis in de 19e eeuw vanaf de overdracht
In het Verdrag van Londen (1814) werd Suriname aan Nederland teruggegeven, maar Essequibo, Demerara en Berbice bleven Brits. De onderhandelingen waren tijdens het verdrag nog niet afgerond, en de beslissing werd op 20 november 1815 officieel. De Nederlandse planters in het gebied behielden hun oude rechten, en kregen toestemming om op alle Engelse en Nederlandse havens te varen. De meesten bleven onder deze gunstige voorwaarden wonen in de nieuwbakken Engelse kolonie. 

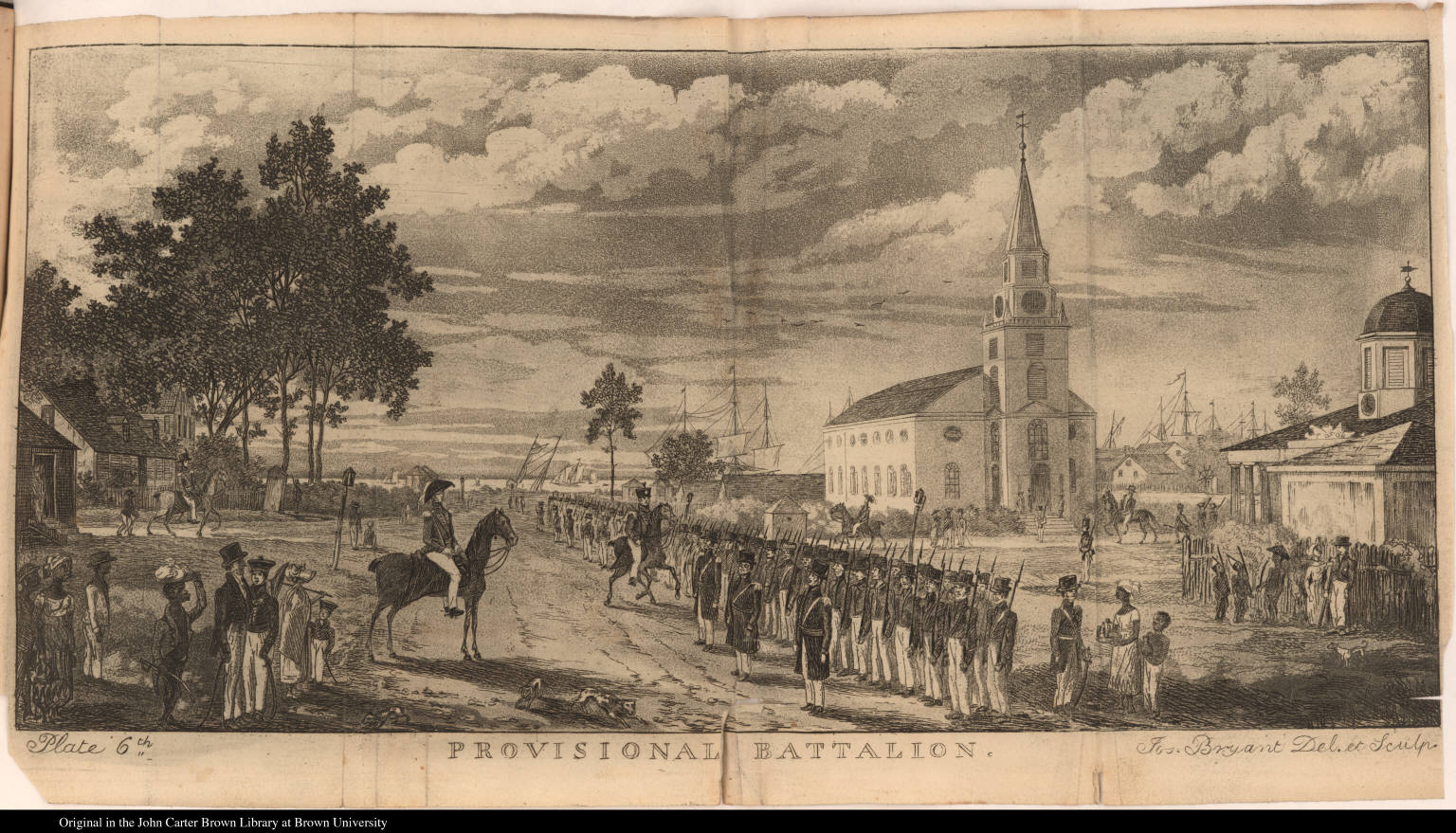
Militie voor het breken van de slavenopstand presenteert zich. (1823)

In 1823 vond de Demeraraopstand plaats, een van de grootste slavenopstanden van de geschiedenis. Ongeveer 11.000 tot 12.000 van de 75.000 slaven in Brits-Guiana kwamen in opstand. De opstand omvatte 55 plantages en werd geleid door Quamina en Jack Gladstone. De opstand werd met veel geweld onderdrukt en duurde twee dagen. Kolonel John Leahy gaf zijn troepen opdracht in de mensenmassa te schieten. Nadat de opstand was onderdrukt werden vele slaven ter afschrikking vermoord. 14 leiders van de opstand werden door de rechtbank veroordeeld tot de doodstraf, maar door de gouverneur werd de straf omgezet in gevangenisstraffen die elders in Brits-West-Indië moesten worden uitgezeten.

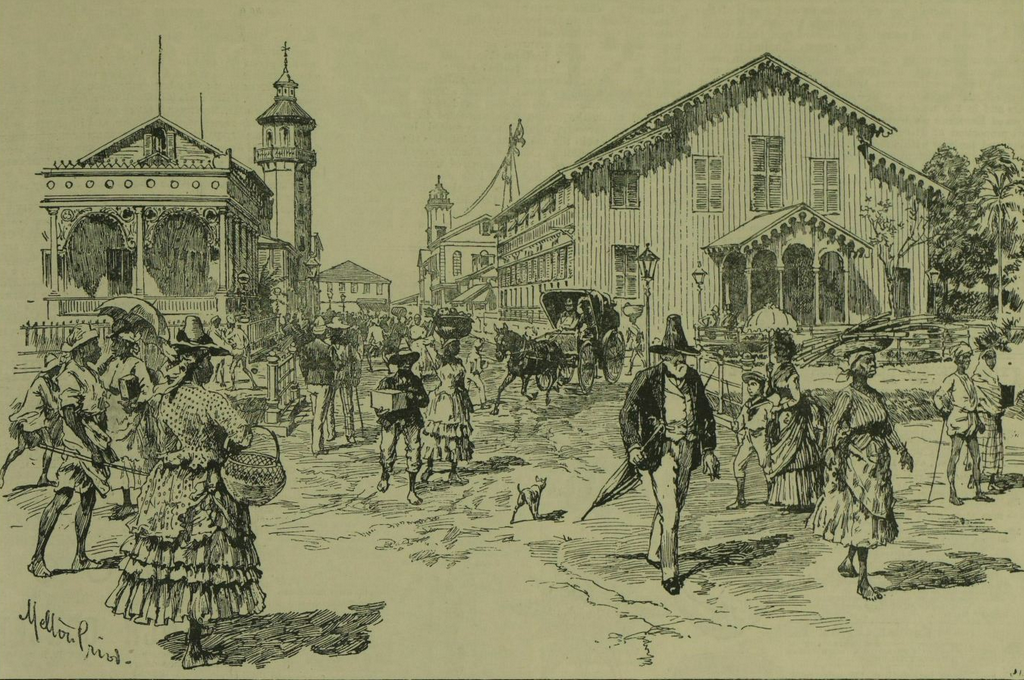
Straatbeeld in Georgetown (1888)

De kolonie Brits-Guiana ontstond in 1831 door de samenvoeging van de drie gebieden (Essequibo, Demerara en Berbice). In 1834 schafte het Verenigd Koninkrijk de slavernij in zijn koloniën af, waarvoor de slavenhouders werden schadeloosgesteld. Om te voorzien in arbeidskrachten voor de plantages werden contractarbeiders geworven in Brits-Indië. 
Op 5 mei 1838 arriveerden op plantage Highbury de eerste 250 contractarbeiders uit Calcutta (nu: Kolkata) In 2017 werd in Highbury een monument opgericht voor de 239.000 contractarbeiders die in Brits-Guiana waren aangekomen. Guyana heeft sindsdien een gemengde bevolking van voormalige slaven uit Afrika, contractarbeiders uit India en de inheemse bevolking. 
In 1835 werd kiesrecht ingevoerd voor mannen die jaarlijks meer dan ƒ70,- belasting betaalden. In 1891 werd de eerste grondwet aangenomen, en werd de Raad van Politie vervangen door Executive Council (Uitvoerende Raad).
In 1884 werd goud ontdekt in Mahdia. In 1892 werd goud aan de Potaro ontdekt. Het zoeken naar goud en diamanten is nog niet opgehouden. In 2022 waren er 310 officiële goudmijnen en 100 officiële diamantmijnen.

### Grensbepaling met Venezuela
In opdracht van the Royal Geographical Society maakte de Duitse ontdekkingsreiziger Robert Schomburgk van 1835 tot 1839 een botanische en geografische onderzoeksreis naar Brits Guiana. In 1840 verscheen van zijn hand het werk A Description of British Guiana, graphical and statistical exhibiting its resources and capabilities, together with the present and future condition and prospects of the colony. In de jaren daarna heeft hij de kolonie verder in kaart gebracht, waarbij de Schomburgk-lijn de grens met Venezuela markeerde. In de Britse visie dan, want Venezuela gaf steeds luidruchtiger te kennen, dat het aanspraak maakte op het gebied tussen de monding van de Orinoco en de Essequibo.
Het Verenigd Koninkrijk negeerde de Venezolaanse aanspraken, en verklaarde in 1886 de Schomburgk-lijn officieel tot grens. Maar in 1895 ging Washington zich met de kwestie bemoeien. President Cleveland dreigde met militaire actie en dwong Londen om arbitrage te aanvaarden. Een arbitraal vijftal onder leiding van de Russische volkenrechtsdeskundige Fjodor de Martens stelde de Britten grotendeels in het gelijk.

## Geschiedenis in de 20e eeuw
In 1916 werd de Demerara Bauxite Company opgericht om bauxiet te winnen bij het dorpje Mackenzie (nu: Linden). In 1928 werd Brits-Guiana een kroonkolonie van het Verenigd Koninkrijk, en werd de Executive Council (Uitvoerende Raad) <vervangen door een Legislative Council (Wetgevende Raad).
Tijdens de Tweede Wereldoorlog behoorde Brits-Guyana tot de geallieerden. Voor de verdediging van de kolonie werd toestemming verleend aan de Verenigde Staten om een basis te bouwen. Op 14 juni 1941, bijna vijf maanden voor de aanval op Pearl Harbor, begon de constructie van Atkinson Field (nu: Cheddi Jagan International Airport). De bauxietindustrie in Brits-Guiana werd sterk uitgebreid. In 1939 werd 476.000 ton geëxporteerd, maar in 1943 was de export gestegen naar 1.902.000 ton. Tijdens de oorlog werden twee nieuwe mijnen geopend in Linden. Er vonden geen gevechten plaats in Brits-Guiana, maar er zijn wel vrijwilligers in Europa en Azië overleden.
In 1945 kregen vrouwen stemrecht, maar het stemrecht bleef voorbehouden aan rijke burgers. In 1947 waren er 25 leden in het koloniale bestuur: de gouverneur als president, de secretaris, de procureur-generaal, de koloniale penningmeester, 7 benoemde leden en 14 verkozen leden.

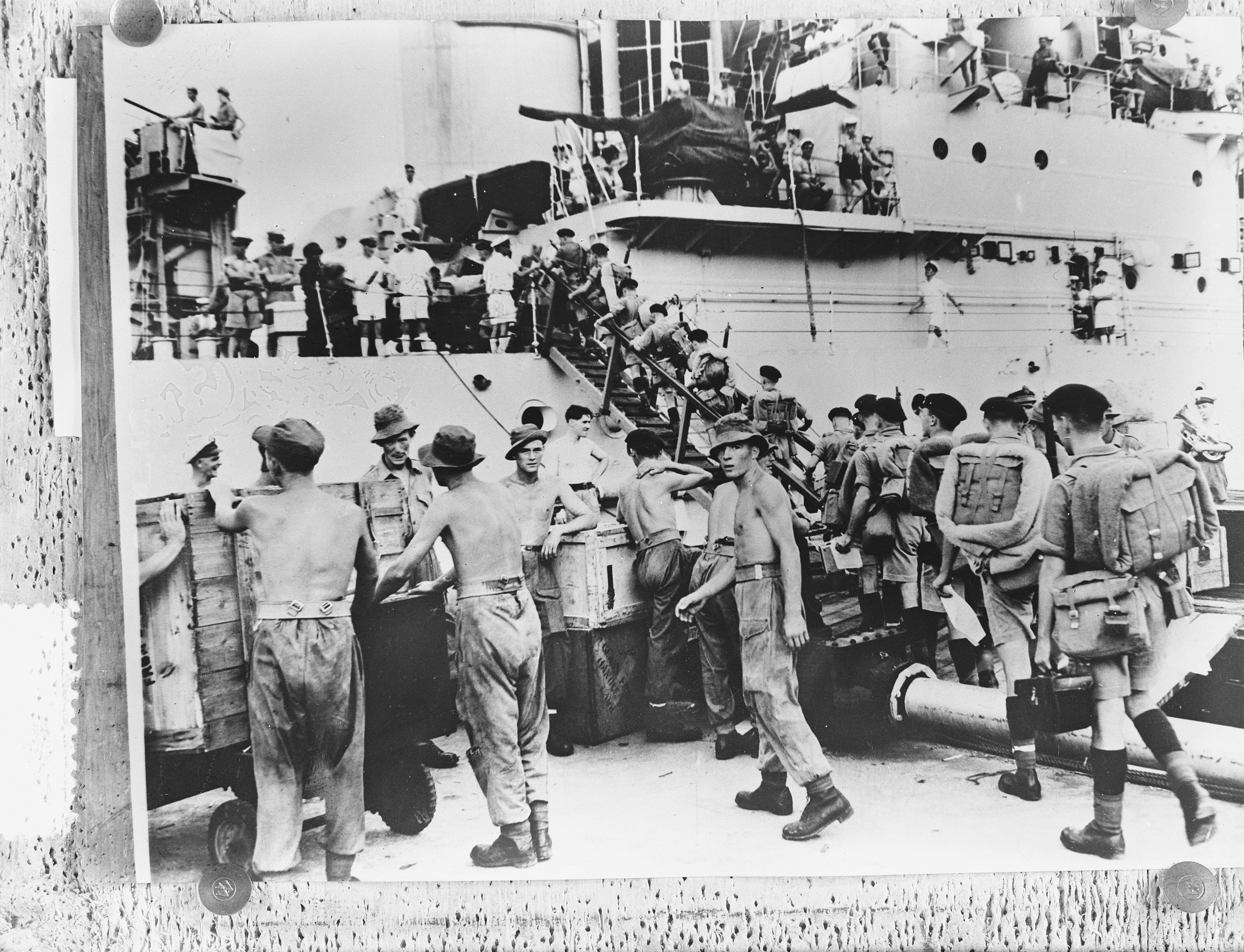
Troepen worden naar Brits-Guiana gestuurd (11 oktober 1953)

In 1953 werd algemeen kiesrecht ingevoerd en werd de Legislative Council vervangen door de House of Assembly (Nationale Vergadering). Op 30 mei, werd Cheddi Jagan van de People’s Progressive Party geïnstalleerd als eerste democratisch gekozen hoofdminister, en werd Forbes Burnham minister van onderwijs. Jagan wilde de arbeidswetgeving wijzigen, maar hij werd er van verdacht communist te zijn. Ondanks dat er geen bewijzen waren voor contacten met het buitenland, besloot Winston Churchill Jagan als gevaarlijk element te verwijderen. Op 9 oktober 1953 werd de grondwet geschorst. Jagan werd gedwongen tot aftreden, en onder huisarrest geplaatst. Clement Attlee van de oppositiepartij Labour werd om hulp gevraagd, maar zijn antwoord was kort: "Regret impossible to intervene" ("Sorry, onmogelijk om in te grijpen"). Op 21 december werd het parlement ontbonden. Van 1954 tot 1957 werd de kolonie door een niet-verkozen interim regering bestuurd.
In 1957 werd de democratie hersteld, en won Jagan de verkiezingen. De Amerikaanse regering zette de Britse regering onder druk om het kiessysteem in Brits-Guiana te wijzigen. In 1961 werd een nieuwe grondwet aangenomen waarin het kiessysteem werd veranderd in een evenredige vertegenwoordiging, en de functie van premier werd ingesteld. In hetzelfde jaar won Jagan de verkiezingen en werd de eerste premier van Brits-Guiana. Ook werd een aluminiumfabriek gebouwd in Linden zodat er niet langer alleen bauxiet, maar ook het eindmateriaal aluminium kon worden geëxporteerd. In de jaren 1960 was Brits-Guiana de vierde producent na de Sovjet-Unie, Jamaica en Suriname.
In 1964 won Jagan weer de verkiezingen, maar de formatieopdracht werd door gouverneur Richard Luyt aan Burnham gegeven die een coalitie sloot met United Force, een conservatieve blanke partij. Burnham werd vervolgens voorgedragen door Luyt als premier. Jagan weigerde zijn premierschap op te geven, en beschuldigde Burnham en Luyt van fraude. Luyt diende een verzoek in bij de Britse regering om Jagan te ontslaan, en de regering Burnham te installeren zonder toestemming de premier. Alle leden van People’s Progressive Party waren afwezig tijdens de installatie van de regering Burnham.
Op 26 mei 1966 werd Guyana onafhankelijk.

## Foto's

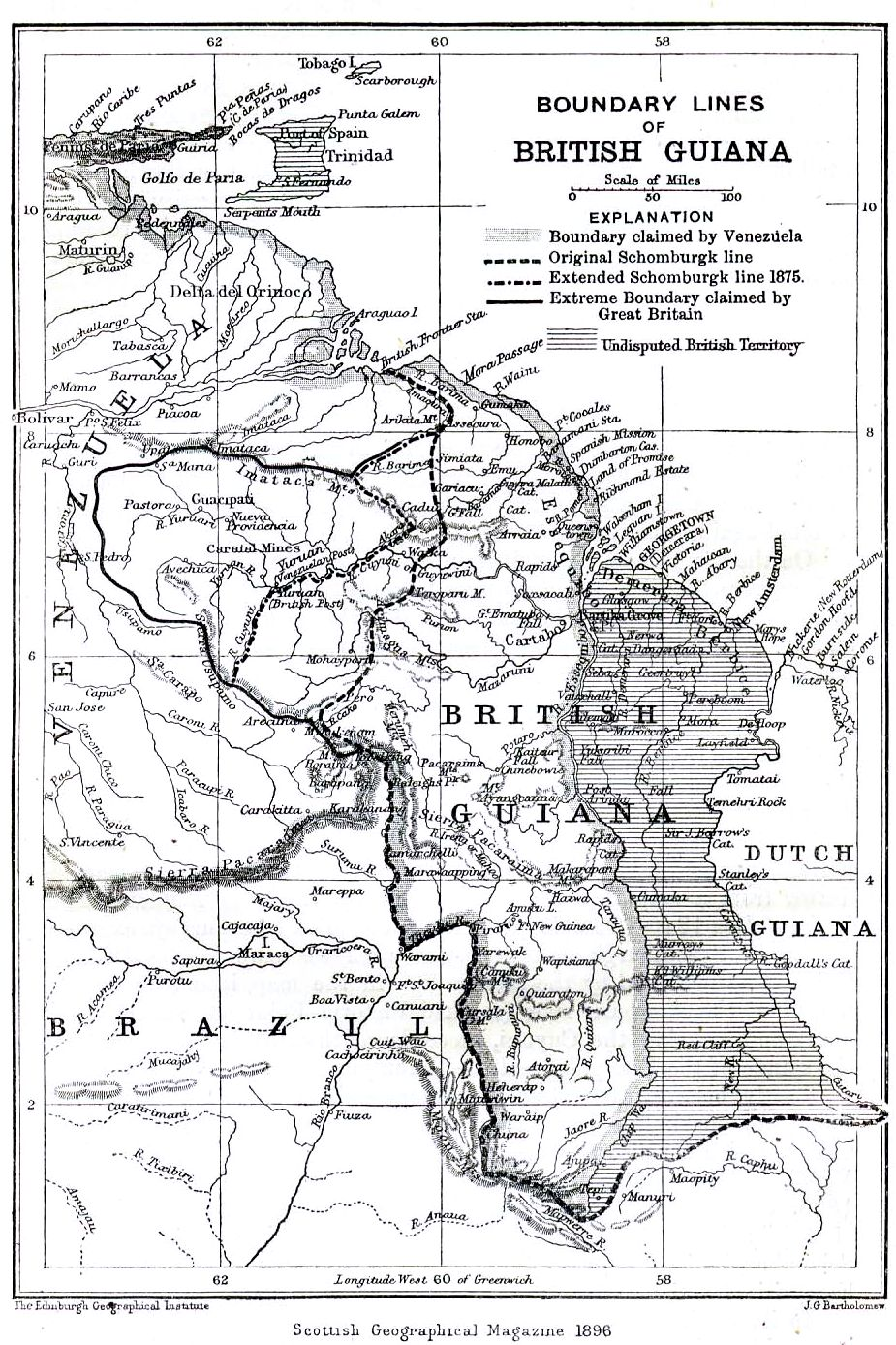
Grenslijnen met Venezuela (1896)
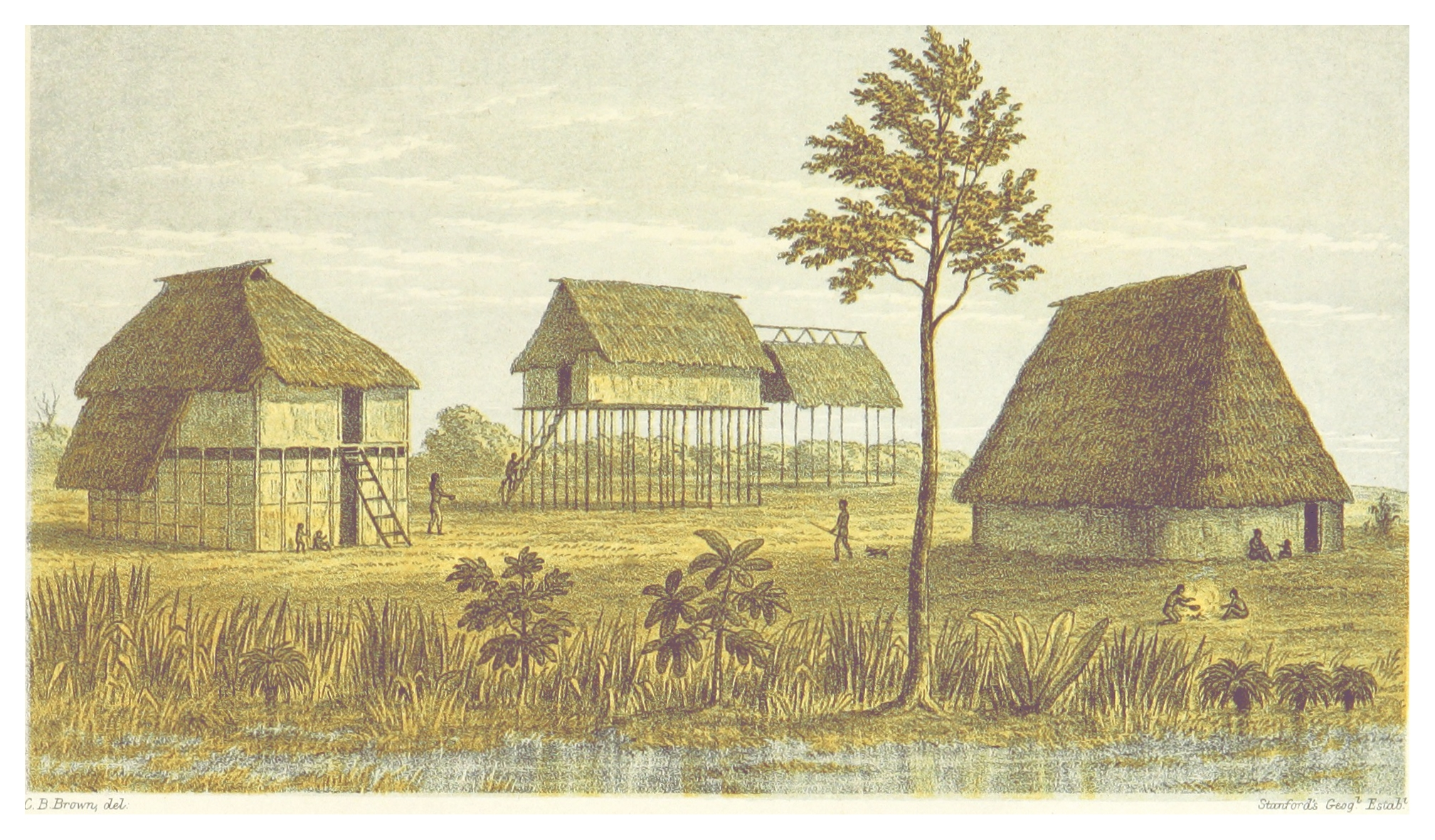
Het inheems dorp Karinambo (1876)
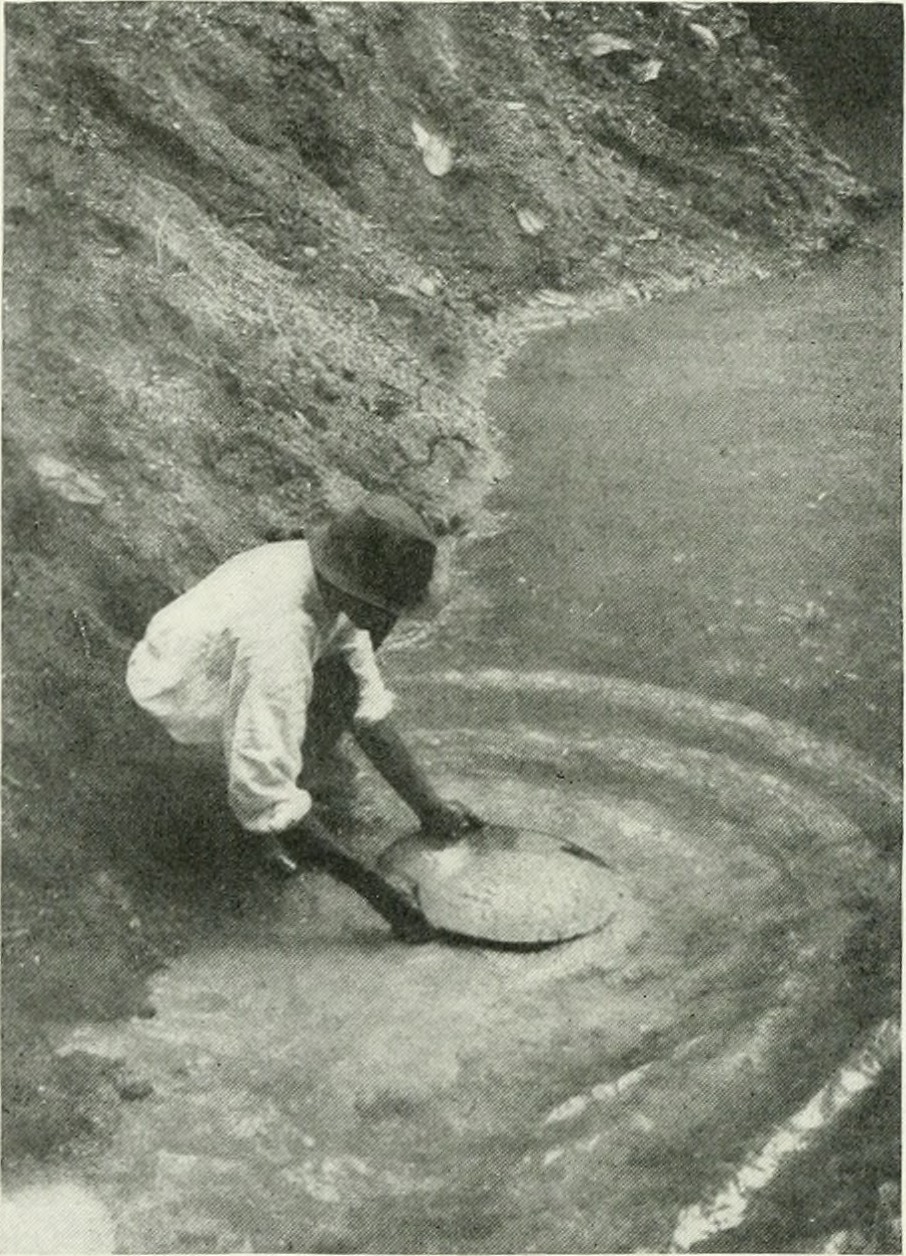
Goudzoeker in Brits-Guiana (1900-1918)
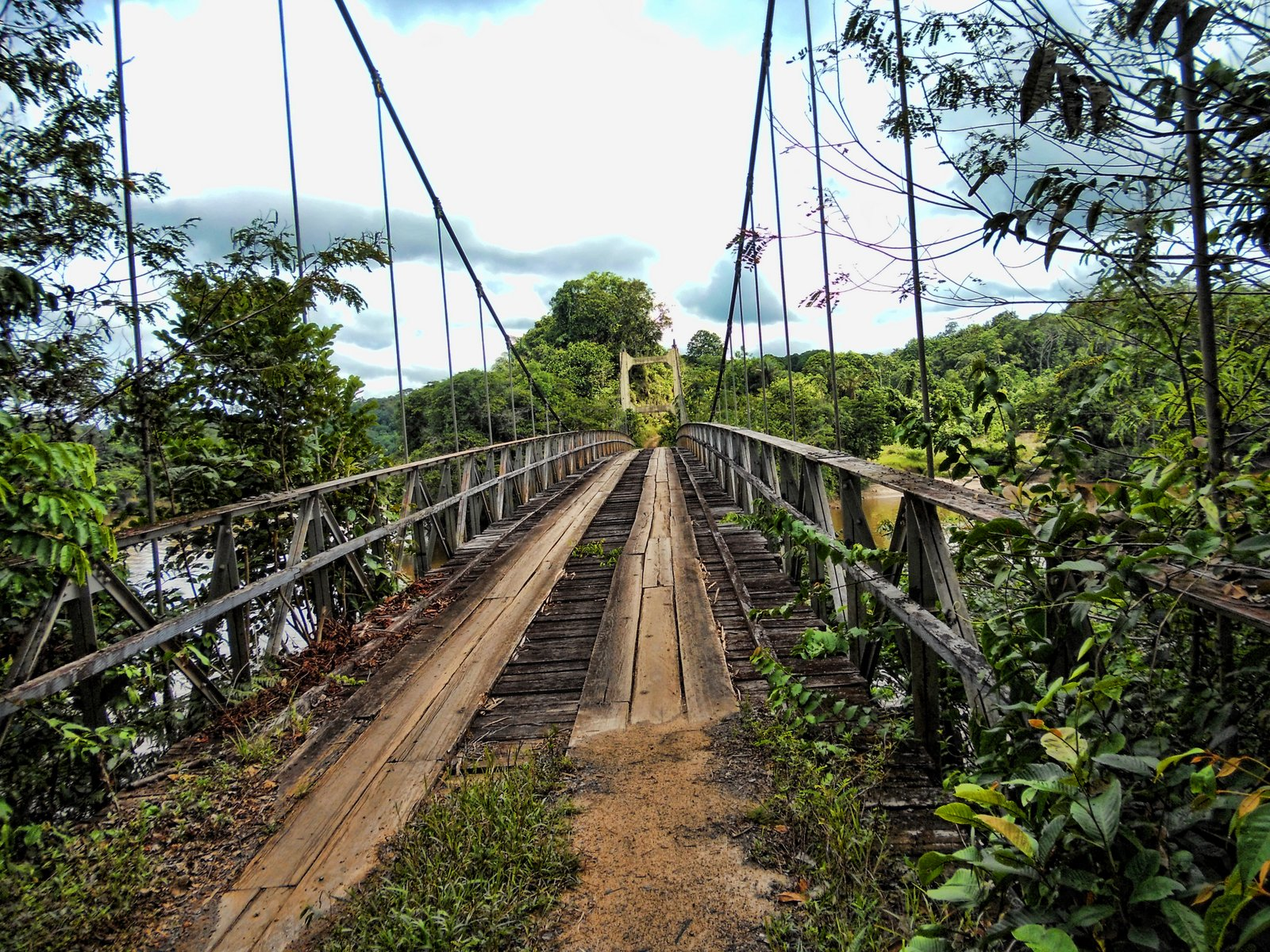
Denham Suspension Bridge (Gebouwd in 1933 / Foto uit 2011)

- Virtual International Authority File: 730154387234230970008